# Bryan Dattilo
Bryan Dattilo (Kankakee (Illinois), 29 juli 1971) is een Amerikaans acteur.
Hij is het best bekend voor zijn rol als Lucas Roberts in de soapserie Days of our Lives. Hij begon met de rol in 1993 en verliet de show in 2001, maar hij keerde in 2002 terug. In 2010 werd hij voor een tweede keer ontslagen, zijn personage verdween zonder enige uitleg.
In juni 2005 was hij jurylid op de Miss Universe-verkiezing in Thailand.